# Energietübbing

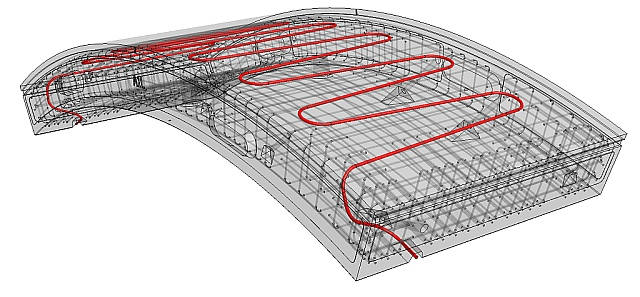
CAD-Modell eines Energietübbings. Die Absorberleitungen sind rot hervorgehoben.

Energietübbing ist der als Warenzeichen eingetragene Name eines Bauteils für die Erschließung von geothermischer Wärme durch maschinell (also mit einer Tunnelbohrmaschine, TBM) erstellte Tunnelbauwerke. Die dadurch gewonnene Wärmeenergie kann zu Heiz- und Klimatisierungszwecken von zum Tunnel gehörigen Betriebsanlagen oder von an der Oberfläche (in Tunnelnähe) stehenden Gebäuden verwendet werden. Der Energietübbing kann auch für Abwasserkanäle eingesetzt werden, um dem Abwasser Wärme zu entziehen.

## Beschreibung der Technologie
Beim Energietübbing wird das konstruktive Bauteil Tübbing als Wärmetauscher genutzt. Der Name Energietübbing leitet sich aus den Worten „Energie“ und „Tübbing“ her und ist analog zu Energiepfahl oder Energievlies zu verstehen, in dem ein Bauteil zusätzlich zu seiner statischen Funktion noch energetisch genutzt wird. Das Prinzip des Energietübbings ist vergleichbar mit der TunnelThermie, die die Tunnelschale konventionell vorgetriebener Tunnel (mit Spritzbetonbauweise) als Wärmetauscher aktiviert.
In einem Pilotprojekt wurde im Rahmen des Baus der neuen Unterinntalbahn ein 54 m langes Teilstück im Bereich der Gemeinde Jenbach mit Energietübbingen ausgerüstet. Dieses versorgt ein Betriebsgebäude der Gemeinde Jenbach mit Wärmeenergie.